# Víctor Gubbins Browne
Víctor José Eugenio Gough Gubbins Browne (Valparaíso, 27 de julio de 1932-23 de diciembre de 2023) fue un arquitecto chileno. Condecorado con el Premio Nacional de Arquitectura en 2000. Estaba casado con Carmen Foxley Rioseco, profesora de literatura, con la que tuvo cinco hijos.

## Biografía
Hijo de Mary Browne Fernández y George Gubbins Beausire, nació el 27 de julio de 1932 en el barrio de El Almendral, criado en una familia de cinco hermanos. Desde pequeño se interesó por los pasajes, calles, recovecos y formas de la ciudad puerto.
Sus estudios primarios y secundarios los cursó en el colegios de los Sagrados Corazones (Padres Franceses) de Valparaíso y Viña del Mar. A principios de la década de 1950, ingresó a estudiar Arquitectura de la Pontificia Universidad Católica de Valparaíso, cuyo establecimiento era la única escuela de arquitectura en Valparaíso. Se tituló de arquitecto el 1 de julio de 1957.
En 1957 comenzó a trabajar en Santiago con el arquitecto Alejandro Cross, en el diseño y montaje de la industria de Hormigones Livianos Sihl Pumex, de propiedad de Betteley y Cía.